# Pistrița, Mehedinți
Pistrița este un sat ce aparține orașului Baia de Aramă din județul Mehedinți, Oltenia, România.

## Vezi și
- Biserica de lemn din Pistrița

## Imagini

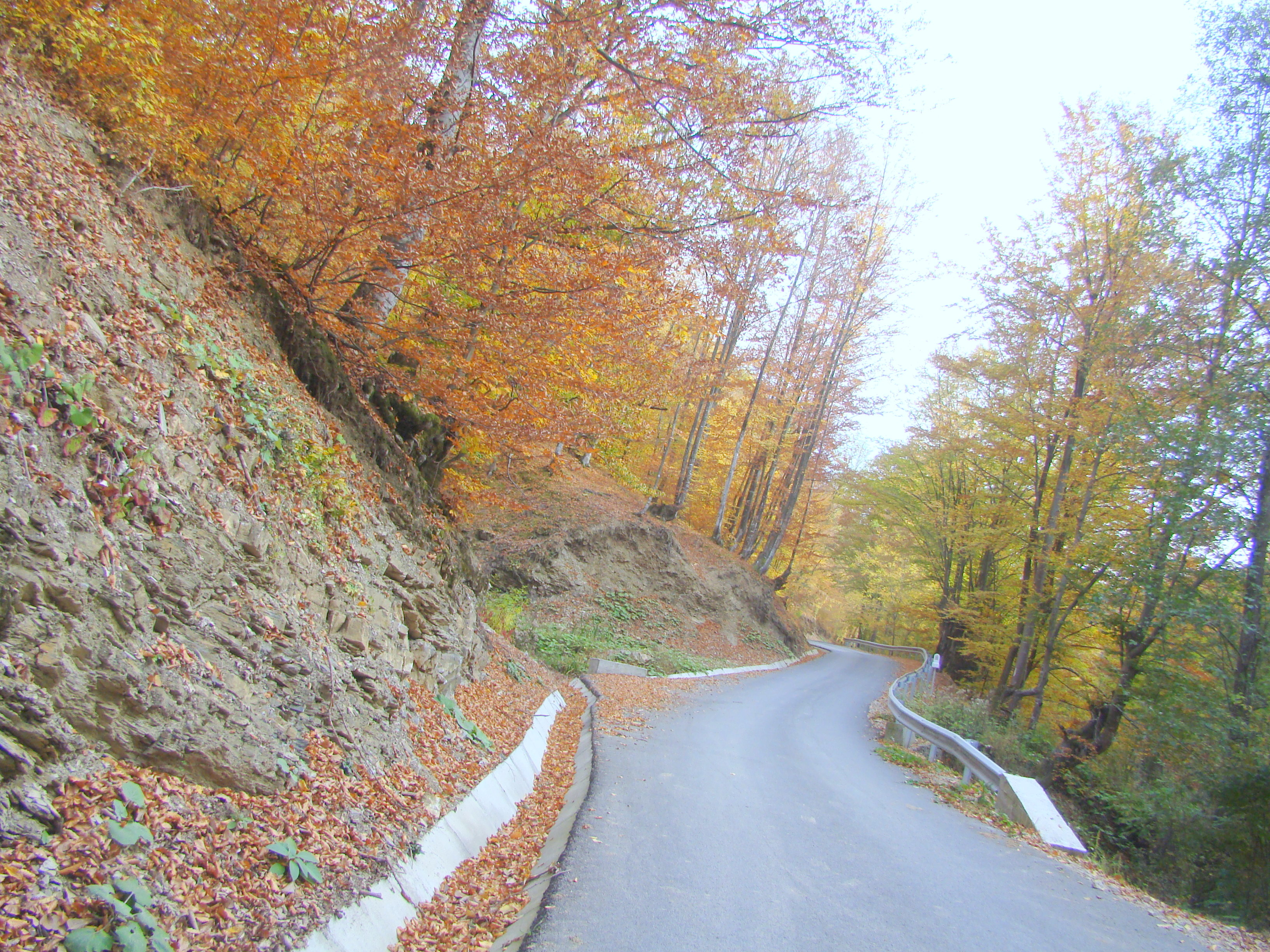
Drumul Baia de Aramă-Pistrița, aproape impracticabil până la asfaltarea sa recentă
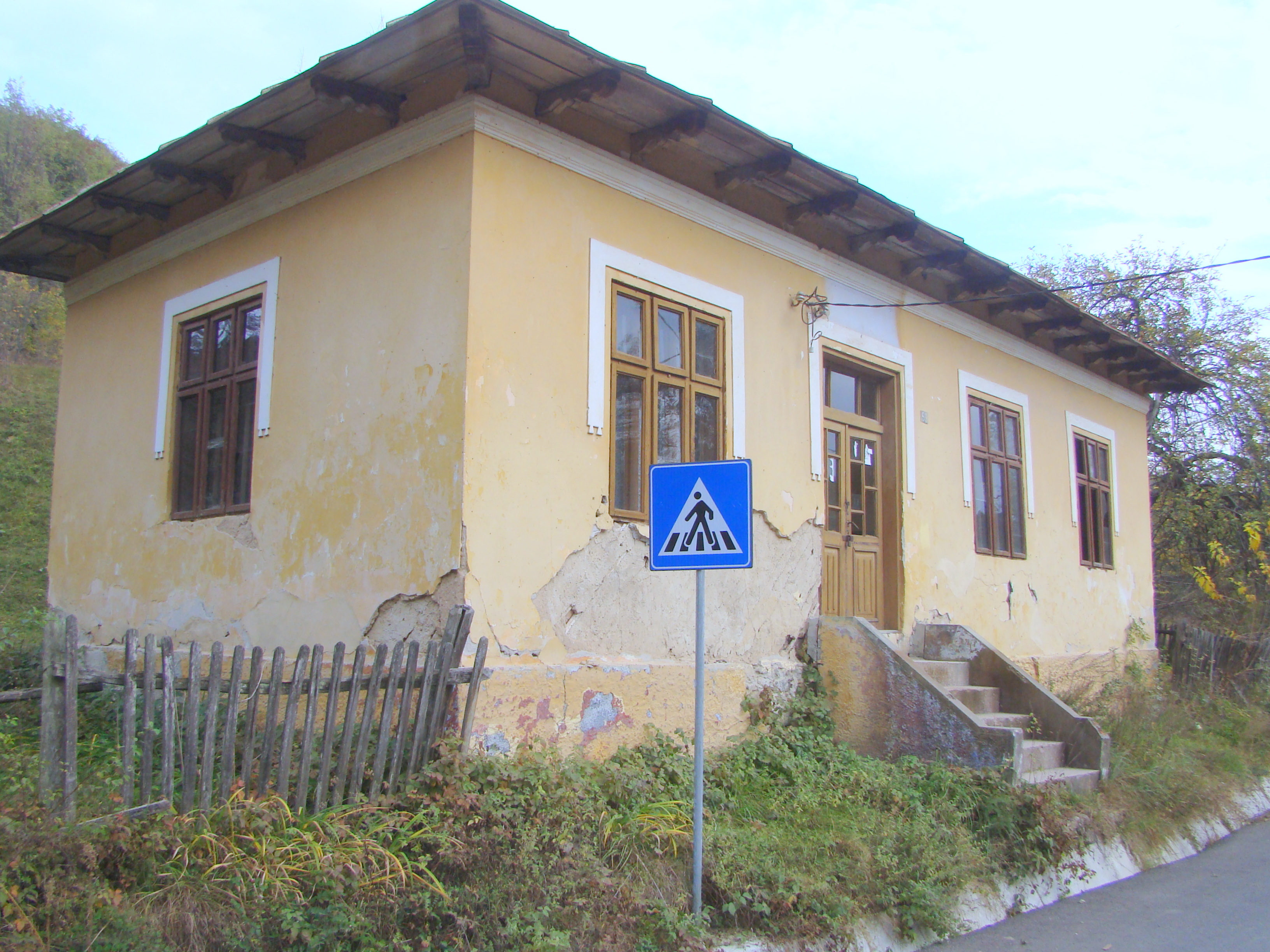
Clădirea fostei şcoli
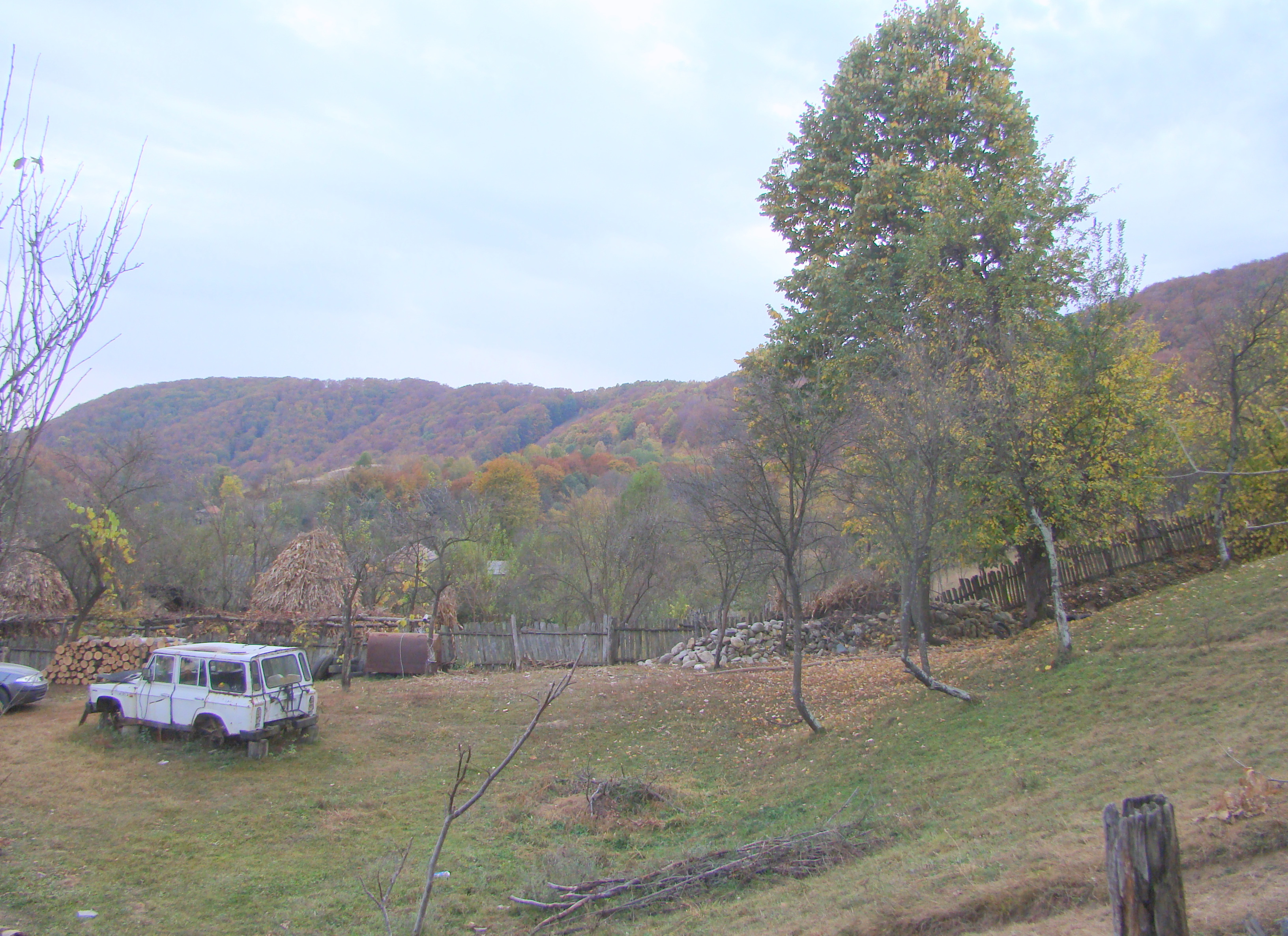